# 布线 (集成电路)
在电子设计自动化中，布线（英語：routing），是印刷电路板设计和集成电路设计中的一个步骤。在设计流程中，布线通常在布局完成之后进行，布局已经将各种电路组件安置在芯片上，布线则进行这些组件之间的互连线配置。布线的原则是保证不同组件之间的连接畅通，同时符合一定的设计规则检查。